# Flagstaff
Flagstaff ist eine Stadt im Coconino County im US-Bundesstaat Arizona und hatte bei der Volkszählung 2020 76.831 Einwohner. Sie ist Sitz der Verwaltung des Countys und ein beliebter Wintersportort. Oft wird sie auch als „Tor zum Grand Canyon“ bezeichnet. Das Stadtgebiet hat eine Größe von 164,8 km2.

## Geographie

### Lage
Flagstaff liegt auf rund 2100 Meter Höhe am Südwestrand des Colorado-Plateaus in einer durch Vulkanismus geprägten Landschaft. Nördlich der Stadt erheben sich die San Francisco Peaks mit dem Humphreys Peak, der mit 3852 Meter den höchsten Punkt in Arizona markiert.

### Klima
|                       | Jan  | Feb  | Mär  | Apr  | Mai  | Jun  | Jul  | Aug  | Sep  | Okt  | Nov  | Dez  |   |       |
| Mittl. Tagesmax. (°C) | 5,7  | 7,4  | 9,6  | 14,3 | 19,7 | 25,7 | 27,7 | 26,3 | 22,9 | 17,4 | 10,6 | 6,3  | ⌀ | 16,2  |
| Mittl. Tagesmin. (°C) | −9,3 | −7,9 | −5,9 | −2,9 | 0,7  | 5,2  | 10,3 | 9,4  | 5,1  | −0,6 | −5,3 | −9,0 | ⌀ | −0,8  |
|                       |      |      |      |      |      |      |      |      |      |      |      |      |   |       |
| Niederschlag (mm)     | 51,8 | 53,1 | 64,8 | 37,6 | 18,3 | 10,2 | 70,6 | 69,8 | 51,6 | 40,9 | 49,5 | 61,0 | Σ | 579,2 |
|                       |      |      |      |      |      |      |      |      |      |      |      |      |   |       |
| Regentage (d)         | 6,2  | 5,7  | 7,5  | 4,5  | 3,2  | 2,1  | 8,8  | 8,9  | 5,6  | 3,9  | 4,5  | 6,1  | Σ | 67    |

| −9,3 |

| −7,9 |

| −5,9 |

| −2,9 |

| 0,7 |

| 5,2 |

| 10,3 |

| 9,4 |

| 5,1 |

| −0,6 |

| −5,3 |

| −9,0 |

| −9,3 |

| −7,9 |

| −5,9 |

| −2,9 |

| 0,7 |

| 5,2 |

| 10,3 |

| 9,4 |

| 5,1 |

| −0,6 |

| −5,3 |

| −9,0 |

Das Klima hat eine große Bandbreite mit heißen Sommern und sehr kalten Wintern.

## Religion
In Flagstaff gibt es derzeit 58 Kirchen von 26 Konfessionen. Unter den zu einer Konfession gehörenden Kirchen ist die Baptistengemeinde mit 14 Kirchen am stärksten vertreten. Weiterhin gibt es 14 Kirchen, die keiner Konfession zuzuordnen sind (Stand: 2004).

## Partnerstädte
Flagstaff hat vier Partnerstädte:
| - – Barnaul (Russland) - – Blue Mountains City (Australien) - – Xindian (Taiwan) - – Manzanillo (Mexiko) |

## Geschichte
Der Legende nach bekam Flagstaff (dt. „Flaggenmast“) seinen Namen, als Siedler, die nach Westen zogen, hier anhielten, um den Unabhängigkeitstag der Vereinigten Staaten zu feiern. Da die Siedler einen Mast benötigten, um die amerikanische Flagge hissen zu können, köpften sie einen Baum und befestigten die Flagge an seinem oberen Stammende. Nachdem sie weitergezogen waren, kamen später weitere Siedler, die das Gebiet besiedelten.

### Einwohnerentwicklung
| Jahr | Einwohner¹ |
| ---- | ---------- |
| 1980 | 34.641     |
| 1990 | 45.857     |
| 2000 | 52.894     |
| 2010 | 65.870     |
| 2020 | 76.831     |

¹ 1980–2020: Volkszählungsergebnisse

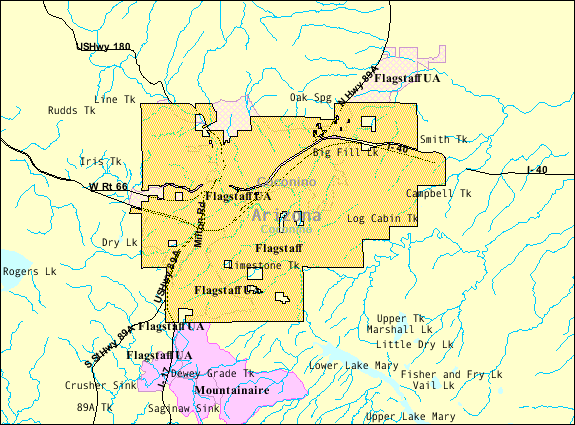
U.S. Census

## Wirtschaft und Infrastruktur

### Verkehr
Durch Flagstaff führt die alte Route 66, die heute durch die Interstate 40 ersetzt wird und nur noch in einigen Teilabschnitten original verläuft. Über die Interstate 17 gibt es gute Verbindungen nach Kalifornien im Westen und die Hauptstadt von Arizona Phoenix im Süden.
Flagstaff hat einen Amtrak-Bahnhof, an dem der transkontinentale Fernverkehrszug Southwest Chief hält und damit tägliche Direktverbindungen Richtung Los Angeles und Albuquerque-Kansas City-Chicago bietet. Die Bahnstrecke hat auch hohe Bedeutung im Ferngüterverkehr.
Flagstaff wird durch Fernlinienbusse und einen kleinen Flughafen mit Phoenix verbunden. Seit Sommer 2008 gibt es auch eine Flugverbindung nach Los Angeles.

### Wissenschaft
Die Stadt ist Sitz der Northern Arizona University, der einzigen Universität im nördlichen Arizona. Bekannt geworden ist die Stadt auch durch die Entdeckung des lange als Planeten eingestuften Pluto durch Clyde Tombaugh, an die noch heute im Lowell Observatory der NAU erinnert wird. Hier steht auch eine der größten Holzkuppeln der Erde.
Außer dem Lowell Observatory stehen in Flagstaff noch weitere bedeutende Astronomische Forschungseinrichtungen. Zum Schutze der Beobachtungsbedingungen erließ die Stadt schon 1958 ein Verbot von gegen den Himmel gerichteter Außenwerbung und von Scheinwerfern, deren Lichtverschmutzung die Forschung behindern könnte. Flagstaff war Gründungsmitglied der International Dark Sky Association (IDA). Per 24. Oktober 2001 wurde es zur International Dark Sky Community erklärt, als weltweit erste Lichtschutzgemeinde überhaupt, und als erstes von der IDA anerkannte Lichtschutzgebiet.

## Tourismus
Die Nähe der Stadt zum Grand Canyon National Park (120 km im Norden) hat Flagstaff zu einem populären Touristenziel gemacht. Die Route 66, ursprünglich zwischen Chicago und Los Angeles verlaufend, machte das Gebiet zugänglicher und erhöhte das Tourismusgewerbe. Heute bleibt die Route 66 als eine historische Strecke und populäre Touristenattraktion zurück, die Städte Barstow, Kalifornien und Albuquerque, New Mexico verbindend.
Andere nahe gelegene touristische Attraktionen sind der Walnut Canyon, der Sunset Crater (Vulkankrater), Wupatki National Monument und der Barringer-Krater (Meteoritenkrater).
Im Winter ist das Wintersportgebiet Arizona Snowbowl ein beliebtes Ausflugsziel, auch von der Bevölkerung von Phoenix.
Die Stadt Sedona ist nur eine Autostunde entlang der Arizona State Route 89A, die durch den Oak Creek Canyon führt, entfernt.
Das Naturschutzgebiet Glen Canyon und der Lake Powell sind beide nördlich der U.S. Route 89 folgend, 216 Kilometer entfernt gelegen.

## Söhne und Töchter der Stadt
- Bruce Babbitt (* 1938), ehemaliger Gouverneur des Bundesstaates Arizona
- Alison Bartosik (* 1983), Synchronschwimmerin
- Geschwister Benally, Künstler und Musiker, Mitglieder der Band Blackfire
- Michelle Branch (* 1983), Sängerin, Songwriterin und Gitarristin
- Andy Devine (1905–1977), Schauspieler
- Taylor Geare (* 2001), Schauspielerin
- Henry Lee Giclas (1910–2007), Astronom
- Jocelyn Gill (1916–1984), Astronomin und Hochschullehrerin
- Tyler Gillett (* 1982), Regisseur, Kameramann, Filmschauspieler, Drehbuchautor und Filmproduzent
- Marjorie Scardino (* 1947), Managerin
- Kellyn Taylor (* 1986), Langstreckenläuferin
- Paul J. Weitz (1932–2017), Astronaut
- Blake Woodruff (* 1995), Schauspieler